# Karabisianoi
La grande flotte des Karabisianoi (en grec  : Καραβισιάνοι), parfois appelée flotte des Carabisiens ou Caravisiens, est la principale force de la marine byzantine du milieu du VIIe jusqu'au début du VIIIe siècle. Le nom dérive du grec karabos ou karabis (κάραβος, κάραβις) prononcé caravos, caravis, désignant un navire et/ou plus littéralement un marin, et qui est aussi, via l'italien, à l'origine du mot caravelle. La flotte des Karabisianoi est la première force navale permanente de l'Empire byzantin créée pour s'opposer à l'expansion maritime des musulmans. Elle est ensuite remplacée par des flottes thématiques vers 718-730.

## Histoire
La flotte des Karabisianoi est créée au milieu du VIIe siècle en réponse aux conquêtes musulmanes. Plusieurs historiens suggèrent qu'elle est l'évolution des restes de l'ancienne quaestura exercitus ou de l'ancienne armée de campagne de l'Illyrie mais ces suggestions restent hypothétiques. La date exacte de la création de cette flotte reste obscure. On parle des années 650 ou 660 sous l'empereur Constant II, probablement à la suite de la défaite lors de la bataille des Mâts en 655,. D'autres suggèrent qu'elle a été créée après le premier siège arabe de Constantinople en 672-678 à une date où la progression arabe par mer ne rencontre presque plus d'opposition,. La première référence certaine à cette flotte date du siège de Thessalonique par les Slaves vers 680 et ensuite dans une lettre de l'empereur Justinien II au pape Conon en 687,.
La flotte des Carabisiens est largement perçue comme la première force navale permanente de l'Empire byzantin. Avant elle, la Méditerranée est un lac romain et un nombre limité de petits navires sont maintenus dans les ports principaux et le long des frontières fluviales de l'empire avec des missions de patrouille et de transport de troupes. Les grandes flottes byzantins sont créées uniquement pour les besoins d'expéditions spécifiques sur des bases ad hoc,. La flotte des Carabisiens est créée selon un processus similaire aux armées terrestres thématiques. Ces dernières sont des corps distincts les uns des autres et dirigés par un stratège. Malgré l'appellation habituelle de « thème des Carabisiens », on ne peut pas parler d'un thème à proprement parler car la flotte des Karabisianoi reste un commandement uniquement militaire et ne recouvre pas un territoire en particulier à l'image des thèmes,. Le quartier général du stratège est inconnu bien que certains suggèrent qu'il réside à Rhodes puis à Keos ou Samos. 
La flotte des Karabisianoi est grandement renforcée sous Justinien II qui installe plusieurs milliers de Mardaïtes servant comme rameurs le long de la côte sud de l'Asie mineure. Dans le même temps, Justinien crée une flotte et un thème séparés pour le sud de la Grèce dénommé Hellas. Cette flotte nouvelle joue un rôle majeure dans l'expédition infructueuse de 697-698 devant reprendre Carthage et qui conduit à la révolte de l'amiral Apsimar qui chasse Justinien II du trône. La dernière mention du stratège des Carabisiens date de 710/711 et il faut attendre 732 pour qu'apparaisse le stratège du thème des Cibyrrhéotes qui peut être considéré comme son successeur. Cet écart conduit à deux interprétations différentes quant à la date de disparition de la flotte des Karabisianoi. La première interprétation pense qu'elle intervient vers 719 après le deuxième siège arabe de Constantinople du fait de son incapacité à prévenir celui-ci ou plus simplement à cause de sa participation à une rébellion contre l'empereur Léon III. La deuxième interprétation fixe la date de la disparition aux alentours de 727 après l'échec d'une révolte contre Léon III,.
La flotte des Karabisianoi est principalement remplacée par le thème des Cibyrrhéotes, le principal des thèmes maritimes dirigé par un stratège et qui couvre l'ensemble de la côte sud de l'Asie Mineure. Au sein des autres provinces côtières, plusieurs flottes et escadres plus petites dirigées par des drongaires ou d'autres officiers se chargent de la défense locale,.